# La Fin du monde (film, 1931)
Pour les articles homonymes, voir La Fin du monde.
Pour plus de détails, voir Fiche technique et Distribution.
La Fin du monde est un  film français réalisé par Abel Gance et sorti en 1931 ; c'est le premier film parlant de Gance.
Il est adapté du roman éponyme de Camille Flammarion.

## Synopsis
En observant le ciel, Martial Novalic, un savant, découvre une comète. La trajectoire de cette dernière doit l'amener irrémédiablement à entrer en collision avec la Terre. Dès la nouvelle connue, la panique s'empare des terriens. Profitant de cet état d'esprit, l'astronome décide de proclamer une République universelle. Mais la comète ne fait qu'effleurer le globe terrestre…

## Fiche technique
- Titre : La Fin du monde
- Réalisation : Abel Gance
- Scénario : Abel Gance, Jean Boyer, H.S. Kraft, d'après une histoire de Camille Flammarion
- Chef-opérateur : Maurice Forster, Roger Hubert, Jules Kruger, Nikolas Roudakoff
- Musique : Arthur Honegger, Maurice Martenot, Michel Michelet
- Montage : Mme Bruyère, Mme Marguerite
- Assistant-réalisateur : Edmond T. Gréville
- Direction artistique : César Lacca, Lazare Meerson, Walter Ruttmann
- Production : K. Ivanoff
- Durée : 105 minutes
- Dates de sortie : 
  - France : 23 janvier 1931
- Affiche : Jean-Adrien Mercier

## Distribution
- Abel Gance : Jean Novalic
- Colette Darfeuil : Geneviève de Murcie
- Sylvie Gance : Isabelle Bolin
- Jeanne Brindeau : Mme Novalic
- Samson Fainsilber : Schomburg
- Georges Colin : Werster
- Jean d'Yd : M. de Murcie
- Victor Francen : Martial Novalic
- Albert Bras
- Vanda Gréville
- Major Heitner : le docteur
- Philippe Hersent
- L. Laumon
- Monique Rolland
- Saint-Allier
- Aleksandr Vertinsky

## Accueil
L'accueil fut très mauvais, dans le public et chez les critiques, par exemple Philippe Soupault et Denis Marion.
Gance, qui avait vu son film raccourci et mutilé (de trois heures il fut réduit à 105 minutes), le désavoua. Mais cet échec priva Gance, qui dut se tourner vers un cinéma plus conventionnel, de sa liberté de création.
Le film fut de nouveau amputé et trahi dans sa version américaine, affublée du titre faussement suggestif Paris after dark.